# Municipio de Cummings
El municipio de Cummings  (en inglés, Cummings Township) es un municipio del condado de Lycoming, Pensilvania, Estados Unidos. Tiene una población estimada, a mediados de 2021, de 263 habitantes.

## Geografía
Está ubicado en las coordenadas 41°21′3.8″N 77°19′59.7″O / 41.351056, -77.333250 (41.351057, -77.333247).

## Demografía
Según la Oficina del Censo, en 2000 los ingresos medios de los hogares eran de $38,594 y los ingresos medios de las familias eran de $42,292. Los hombres tenían ingresos medios por $33,125 frente a los $21,250 que percibían las mujeres. Los ingresos per cápita eran de $18,626. Alrededor del 5.5% de la población estaba por debajo del umbral de pobreza.
De acuerdo con la estimación 2017-2021 de la Oficina del Censo, los ingresos medios de los hogares son de $69,250 y los ingresos medios de las familias son de $72,333. Alrededor del 2.2% de la población está por debajo del umbral de pobreza.